# Falsotrachystola asidiformis
Falsotrachystola asidiformis là một loài bọ cánh cứng trong họ Cerambycidae.